# A Mouthful
A Mouthful es el primer álbum de la banda franco-finlandesa The Dø, publicado el 14 de enero de 2008. El disco encabezó las listas de Francia en su primera semana. Tuvo una versión para EE. UU. lanzada en el 2010, incluyendo versiones adicionales de 3 de sus canciones como bonus.

## Lista de canciones
Todas las canciones escritas y compuestas por Olivia Bouyssou Merilahti y Dan Levy. 
| N.º | Título                          | Duración |  |
| 1.  | «Playground Hustle»             | 2:55     |  |
| 2.  | «At Last!»                      | 4:09     |  |
| 3.  | «On My Shoulders»               | 5:21     |  |
| 4.  | «Song for Lovers»               | 2:24     |  |
| 5.  | «The Bridge is Broken»          | 4:42     |  |
| 6.  | «Stay (Just a Little Bit More)» | 3:06     |  |
| 7.  | «Unissasi laulelet»             | 2:19     |  |
| 8.  | «Tammie»                        | 3:15     |  |
| 9.  | «Queen Dot Kong»                | 3:14     |  |
| 10. | «Coda»                          | 1:57     |  |
| 11. | «Searching Gold»                | 5:10     |  |
| 12. | «When Was I Last Home?»         | 3:34     |  |
| 13. | «Travel Light»                  | 4:02     |  |
| 14. | «Aha»                           | 4:19     |  |
| 15. | «In My Box»                     | 1:48     |  |

### Canciones Bonus en el álbum para EE.UU.
- On My Shoulders (Chamber Version) – 5:35
- Unissasi laulelet (Chamber Version) – 3:55
- Playground Hustle'N'Bustle – 11:19

## Sencillos[1]
- On My Shoulders (2007)
- At Last! (2008)
- Stay (Just a Little Bit More) (2009)

## Listas
| País    | Posición |
| ------- | -------- |
| Francia | 1        |
| Suiza   | 52       |
| Bélgica | 49       |